# Квітень 2009
Квітень 2009 — четвертий місяць 2009 року, що розпочався у середу 1 квітня та закінчився у четвер 30 квітня.

## Події
- 1 квітня — Албанія та Хорватія приєдналися до НАТО.
- 2 квітня — Лондонський саміт G-20.
- 3-4 квітня — Саміт НАТО у Страсбурзі і Кельні.
- 5 квітня — парламентські вибори в Молдові.
- 12 квітня — уряд Зімбабве оголосив про призупинення випуску своєї національної валюти — долара Зімбабве. Випущені купюри будуть дійсні до 30 червня 2009 року.
- 19 квітня — святкування Великодня.
- 30 квітня — масове вбивство у Бакинській академії.